# گوردون داینز
گوردون داینز (انگلیسی: Gordon Dines؛ ۱۹۱۱–۱۹۸۲) فیلم‌بردار بریتانیایی بود. داینز سال‌های متمادی در استودیوهای ایلینگ کار کرد و فیلم‌هایی مانند چراغ آبی (۱۹۵۰) را تصویربرداری کرد.

## گزیده فیلم‌شناسی
- زندگی و ماجراهای نیکلاس نیکلبی (۱۹۴۷)
- چراغ آبی (۱۹۵۰)
- افراد مرموز (۱۹۵۲)
- دریای بی‌رحم (۱۹۵۳)
- روز شلوغ (۱۹۵۴)

## کتابشناسی
- Spicer, Andrew.  Typical Men: The Representation of Masculinity in Popular British Cinema. I.B.Tauris, 2003.